# ملعب الحمدانية
ملعب الحمدانية ملعب سوري في محافظة حلب. أكثر استخدماته في الفترة الحالية لمباريات كرة القدم المحلية في الدوري السوري لكرة القدم بسعة 15000 متفرج. و يعتبر الملعب الرسمي لنادي الحرية.